# Begerburg

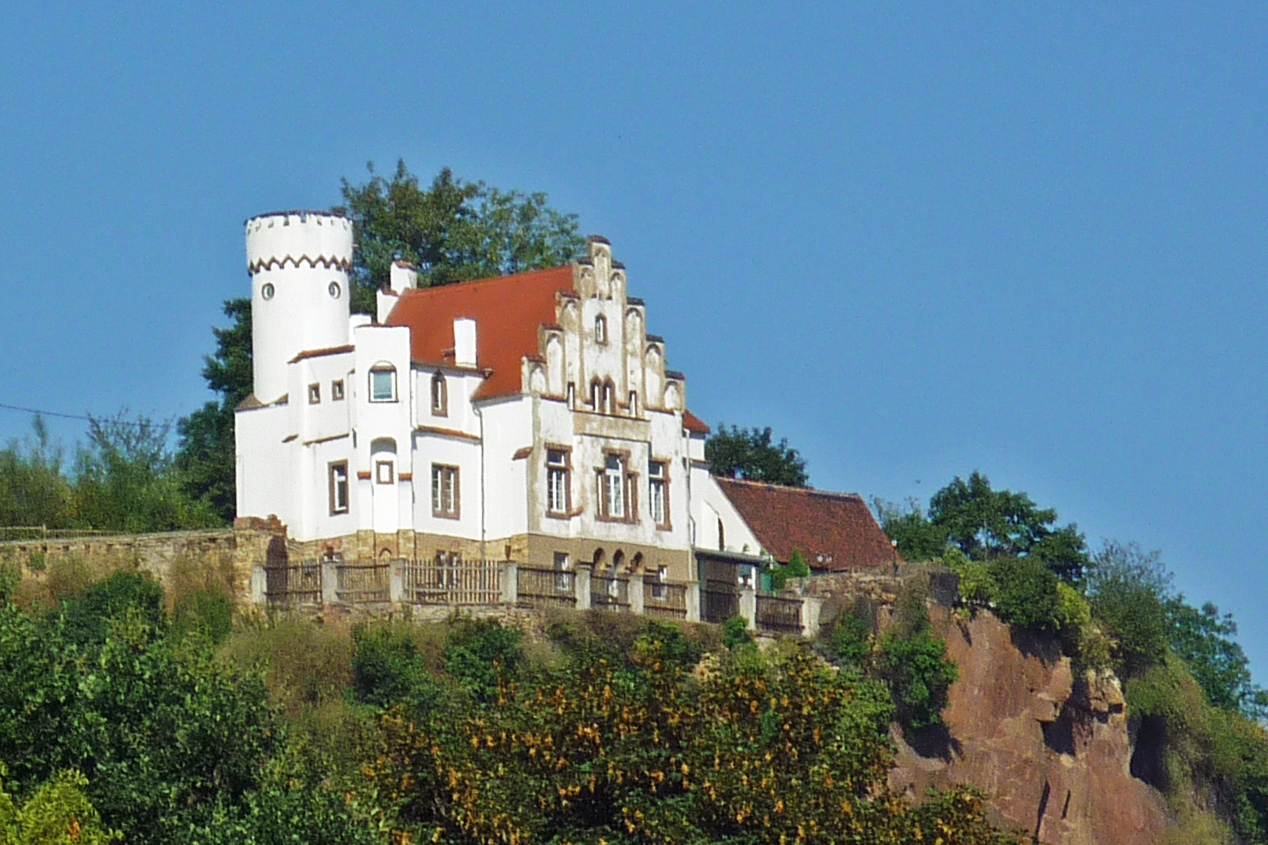
Begerburg über dem Plauenschen Grund

Die Begerburg ist eine im 19. Jahrhundert entstandene, burgähnliche Villa im Dresdner Stadtteil Dölzschen. Das wegen seines Standortes auf einem Felsvorsprung über dem Weißeritztal markante Gebäude ist als Kulturdenkmal in die Denkmalliste der Stadt Dresden eingetragen.
Östlich des Gebäudes befindet sich das nach ihm benannte Flächennaturdenkmal Begerburg.

## Geschichte

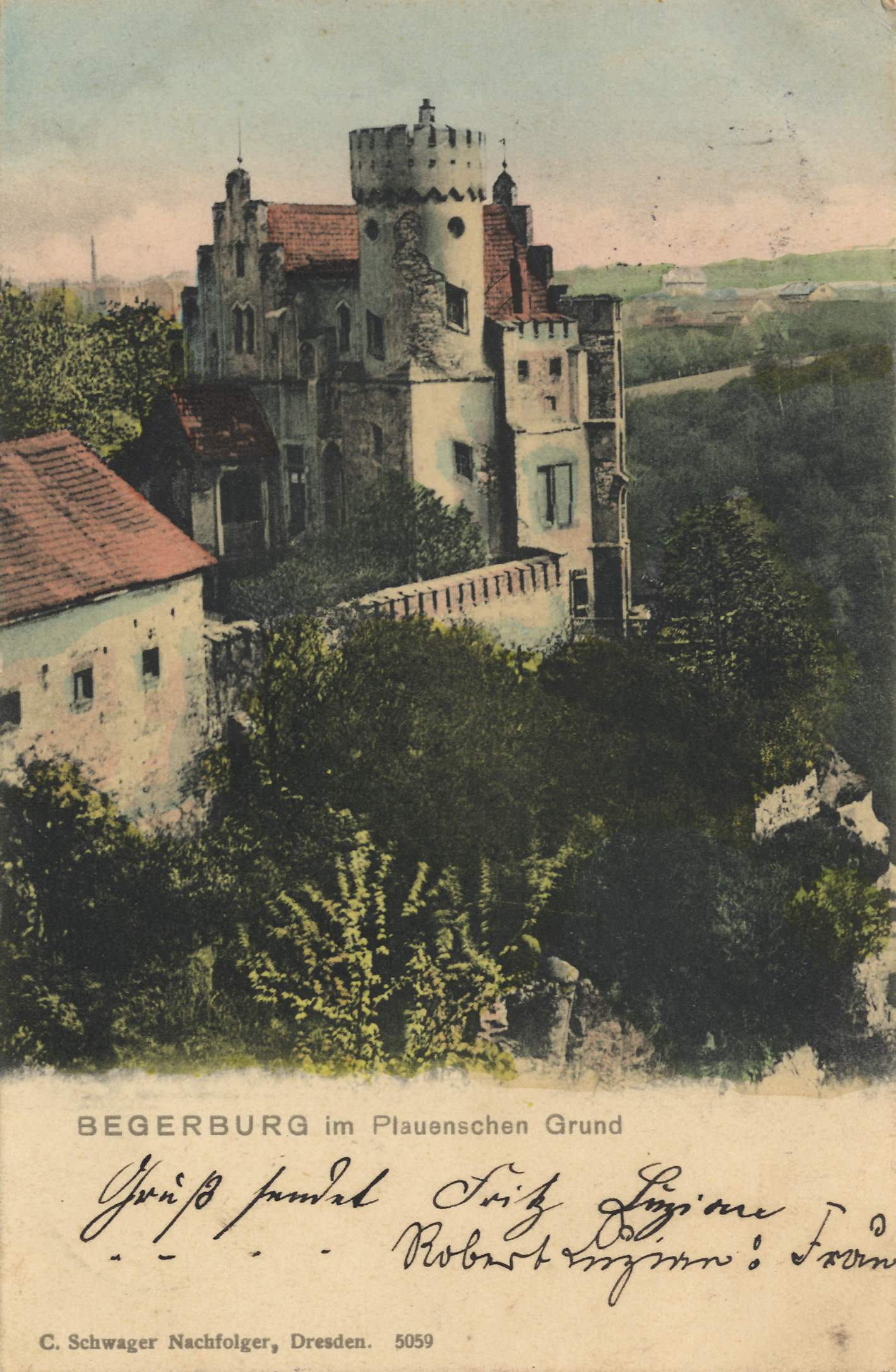
Begerburg vor 1905

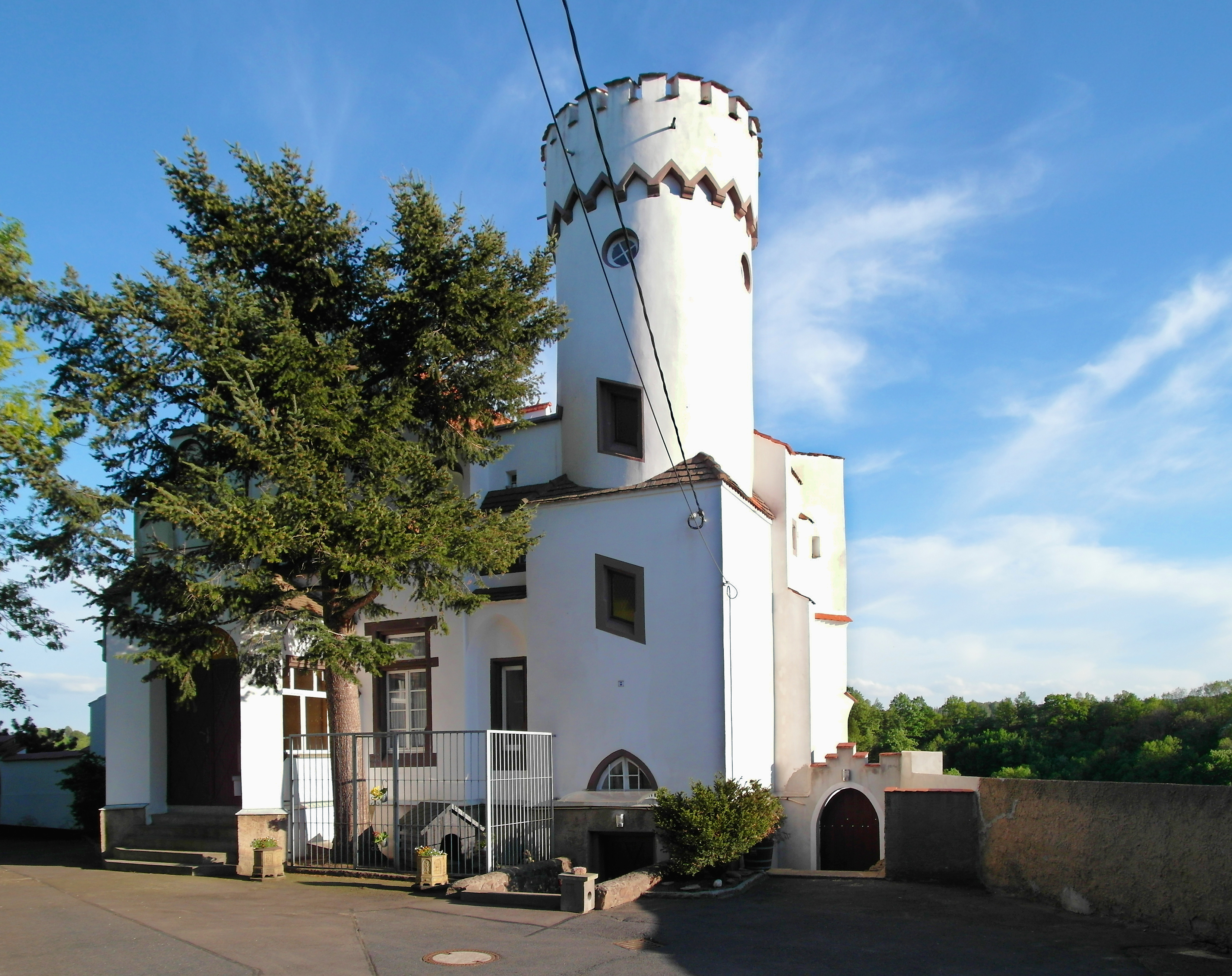
Begerburg 2018

Bereits im 18. Jahrhundert ließ der Roßthaler Rittergutsbesitzer Carl Siegmund von Nimptsch auf einem „Kanapee“ genannten Felsvorsprung oberhalb des Plauenschen Grundes ein Lusthaus errichten, welches nach seinem Erbauer den Namen Carlsburg erhielt. Das hölzerne Bauwerk wurde 1742 Opfer eines Unwetters und daraufhin durch einen Steinbau ersetzt. Im Zusammenhang mit der Schlacht bei Kesselsdorf während des Zweiten Schlesischen Krieges fiel dieser Bau 1745 den Kriegswirren zum Opfer. Nach der erneuten Zerstörung des wiederaufgebauten Lusthauses im Siebenjährigen Krieg 1759 wurde an seiner Stelle ein Aussichtsplatz mit einem Rondell und Ruhebänken angelegt.
1852 erwarb der Dölzschener Steinbruchbesitzer Johann Gottlieb Beger das Grundstück und ließ dort eine Villa im neogotischen Stil errichten. Architekt des mit Stilelementen einer mittelalterlichen Burg gestalteten Gebäudes war Theodor Lehnert. Im Inneren des zunächst gastronomisch genutzten Hauses gab es mehrere Restaurationsräume, welche durch einen Speisenaufzug mit der Küche verbunden waren. Hinzu kamen ein Saal, ein Kaffeesalon und eine über eine Wendeltreppe erreichbare Aussichtsplattform. Die Innenräume waren ebenfalls mittelalterlich gestaltet, wobei aus Kostengründen teilweise Holzimitate und -lasuren zum Einsatz kamen.
Bis 1871 diente das Gebäude als Gaststätte, musste jedoch nach einem tragischen Unglücksfall, bei dem ein Gast über die Felsklippen abgestürzt war, auf behördliche Weisung geschlossen werden. Daraufhin wurde die Begerburg in ein Wohnhaus umgewandelt.
Nachdem die Nachkommen des Bauherren das Haus 1934 an die Gemeinde Dölzschen verkauft hatten, war wegen des schlechten Bauzustandes ein Abriss der Begerburg geplant. Nach Anwohnerprotesten entschied man sich jedoch zu einer Sanierung. Bis 1945 nutzte die örtliche NSDAP-Ortsgruppe, nach 1945 die FDJ das Gebäude als FDJ-Heim Grete Walther. Später diente die Begerburg als Domizil einer Kartonagenfabrik, einer Bücherei und als Lagerraum. 1979 erfolgte der Verkauf an einen privaten Besitzer, der die Begerburg bis 1985 renovieren ließ und als Pension einrichtete. Heute dient das Haus Wohnzwecken.